# Lauren Holly
Lauren Holly (sinh ngày 28 tháng 10 năm 1963) là một nữ diễn viên người Mỹ gốc Canada. Cô đã đóng các vai Phó cảnh sát trưởng Maxine Stewart trong loạt phim truyền hình Picket Fences, Giám đốc NCIS Jenny Shepard trong loạt phim NCIS, Tiến sĩ Betty Rogers trong phim Motive, Mary Swanson trong Dumb and Dumber, vợ của Bruce Lee, Linda Lee trong Dragon: The Bruce Lee Story, Darian Smalls trong Beautiful Girls và Gigi trong What Women Want.